# Ivo Arzua Pereira
1. Elemento de lista numerada

Ivo Arzua Pereira GCIH • CIC • GOMA • GOMN • OMM (Palmeira, 29 de abril de 1925 – Curitiba, 9 de setembro de 2012) foi um engenheiro, professor e político brasileiro. 
Foi prefeito de Curitiba entre 1962 e 1967 e ministro da Agricultura do Brasil entre 1967 e 1969. Foi um dos signatários do Ato Institucional Número Cinco. 

## Origem e formação
De origem étnica plural e diversa, é filho de José da Silva Pereira e Maria Emília Arzua Pereira, nasceu no município de Palmeira, interior do estado do Paraná, e graduou-se em Engenharia Civil pela Escola de Engenharia da Universidade Federal do Paraná em 1948, onde também veio a lecionar.

## Vida pública
Engenheiro do Departamento de Estradas de Rodagem do Estado do Paraná - DER, assumiu a Superintendência da Portos do Paraná, em 1953, por convite do governador Bento Munhoz da Rocha Neto. No ano seguinte, tornou-se engenheiro-chefe da Comissão Especial de Obras do Centenário do Paraná, sendo responsável pela conclusão e inauguração do Palácio Iguaçu, Tribunal do Júri, Pequeno Auditório do Teatro Guaíra, da Biblioteca Pública do Paraná, da Praça 19 de Dezembro, entre outras .

### Prefeitura de Curitiba (1962-66 e 1966-67)
Foi prefeito de Curitiba de 15 de novembro de 1962 a 14 de março de 1967. Venceu a Eleição municipal de Curitiba em 1962, aos 37 anos, sendo o terceiro eleito pelo voto direto na história da cidade. Seu slogan de campanha foi "Mais Ação, Menos Conversa", que refletia o perfil técnico e apartidário do candidato. 
Apostou em uma gestão técnica e planejada, promovendo mudanças significativas na estrutura urbana e administrativa da capital paranaense. Nos primeiros anos de mandato, dedicou-se à implementação das reformas administrativa e fiscal, o que resultou no aumento da arrecadação municipal e na expansão dos serviços públicos .
Em abril de 1963, propôs a criação de uma companhia mista visando à modernização da infraestrutura da cidade, com atribuições que incluíam a revisão do plano diretor, ampliação do sistema viário, retificação e canalização de rios, preservação ambiental, construção de praças, parques e mercados zonais . A ideia deu origem, em 21 de agosto de 1963, à "Companhia de Urbanização e Saneamento de Curitiba", que mais tarde transformou-se na Urbanização de Curitiba e na "Curitiba S/A", empresas estatais que gerenciam bens públicos na cidade.
A rede municipal de ensino foi estabelecida, em 1963, com a criação do Grupo Escolar Papa João XXIII . Instituiu a Fundação de Recuperação do Indigente (FREI) — atual Fundação de Ação Social (FAS), "destinada a dar assistência e possibilidades de recuperação aos pobres e desajustados sociais".
Criou a Companhia de Habitação Popular de Curitiba (COHAB-CT), em maio de 1965, para implementar a política habitacional do município. O primeiro conjunto construído pelo poder público foi a Vila Nossa Senhora da Luz, na Cidade Industrial. Com 2,1 mil casas, o empreendimento foi entregue para a população em 1966, com a presença do presidente da República Humberto Castelo Branco.
Sua administração realizou ainda um amplo conjunto de obras de mobilidade e infraestrutura urbana, como o alargamento das avenidas Marechal Deodoro, Marechal Floriano, Rua XV de Novembro, Rua Cruz Machado e outras vias menores. Também promoveu a instalação de áreas exclusivas para pedestres na Travessa Oliveira Belo e na Praça Zacarias, além da realização de obras nos cursos d’água que atravessam o centro da cidade .

#### Planejamento Urbano de Curitiba
Viabilizou a elaboração do Plano Diretor da cidade, por meio de um convênio com a Companhia de Desenvolvimento Econômico do Paraná (Codepar). O Plano Preliminar de Urbanismo (PPU) foi conduzido pela empresa Serete, sob coordenação do urbanista Jorge Wilheim.
Com foco na organização do uso do solo e sistema viário, o plano previa também a criação de áreas verdes, zoneamento urbano, revitalização do centro e melhoria da circulação.
Destacou-se o caráter participativo do processo: em julho de 1965, o plano foi amplamente discutido com a sociedade civil por meio do seminário Curitiba do Amanhã, que reuniu moradores, estudantes, professores, entidades de classe e representantes de bairros .
Para acompanhar os trabalhos, foi criada uma comissão técnica multidisciplinar, que deu origem à Assessoria de Pesquisa e Planejamento Urbano de Curitiba (Appuc). Em 1º de dezembro de 1965, a Appuc foi transformada no Instituto de Pesquisa e Planejamento Urbano de Curitiba (IPPUC), responsável pela implementação e acompanhamento do Plano Diretor aprovado pela Câmara Municipal de Curitiba em julho de 1966.

#### "Impulso Dois" e renúncia
Com o golpe civil-militar de 1964, as eleições para prefeitos das capitais estaduais e de municípios considerados estratégicos passaram a ser realizadas de forma indireta. Nessas localidades, os prefeitos eram indicados pelos governadores e seus nomes submetidos à aprovação das assembleias legislativas estaduais. 
O governador Paulo Pimentel indicou Ivo Arzua Pereira para um segundo mandado.  A eleição pela Assembleia Legislativa do Paraná ocorreu em 29 de novembro de 1966  e a posse em 1º de dezembro.  Convidado para assumir o Ministério da Agricultura, Ivo Arzua renunciou ao cargo em 14 de março de 1967.

### Ministério da Agricultura (1967–69)
Em 1967, Ivo Arzua Pereira foi nomeado Ministro da Agricultura pelo presidente Artur da Costa e Silva, durante o regime militar brasileiro. À frente da pasta, conduziu reformas e projetos voltados ao fortalecimento da agropecuária nacional. Um de seus principais legados foi a elaboração da Carta de Brasília, documento que estabeleceu as diretrizes para o planejamento estratégico do setor agrícola.
Durante sua gestão, promoveu a criação do Instituto de Pesquisa Agropecuária, incentivou a aviação agrícola em cooperação com o Ministério da Aeronáutica e viabilizou a construção do Centro Regional de Telecomunicações Meteorológicas da América Latina.
Em 1969, apresentou ao presidente Costa e Silva um plano de reforma agrária que propunha a reestruturação do IBRA e do INDA, recomendando também a criação de um grupo executivo para coordenar a reforma e a abertura de crédito adicional ao IBRA. A proposta resultou na fusão dos dois órgãos, criando o INCRA, responsável por centralizar as ações da reforma agrária no país.

#### Voto no AI-5 e posição posterior
Durante a reunião do Conselho de Segurança Nacional, em 13 de dezembro de 1968, o então ministro da Agricultura, Ivo Arzua Pereira, apresentou voto a favor, com ressalvas, pela adoção do Ato Institucional n.º 5. Em seu voto, declarou apoio ao presidente Artur da Costa e Silva e às Forças Armadas, defendendo que o AI-5 deveria ter vigência temporária para restaurar a ordem pública, e que fosse seguido por uma nova Constituição elaborada por uma Assembleia Constituinte específica e não vinculada ao Congresso Nacional.
Segundo Arzua, a decisão foi tomada diante de relatórios dos órgãos de segurança que indicavam a iminência de atentados, sequestros e ações armadas de grupos opositores ao regime, o que, segundo ele, gerou consenso entre os ministros sobre a adoção da medida. O único voto contrário foi o do então vice-presidente Pedro Aleixo.
Arzua afirmou que suas condições para apoiar o AI-5 incluíam que sua vigência fosse de curto prazo e que se convocasse uma Assembleia Constituinte para elaborar uma nova Constituição. Ele preparou um discurso escrito para expressar essas condições e sua preocupação com a gravidade do momento, referindo-se à decisão como um “encontro com a verdade nacional”.
Anos mais tarde, desligou-se da ARENA e passou a integrar a Frente Nacional de Redemocratização, posicionando-se publicamente a favor da revogação do AI-5 e da restauração do Estado democrático de direito. Arzua afirmou não se arrepender de seu voto, mas declarou ter se sentido frustrado, da mesma forma que Costa e Silva, com os rumos autoritários que o regime assumiu após a edição do ato.

### Outras funções

#### Telecomunicações do Paraná (1969-71)
Assumiu a função de diretor-presidente da Telecomunicações do Paraná (TELEPAR), por indicação do governador Paulo Pimentel, em dezembro de 1969, um mês após deixar o Ministério da Agricultura. Foi responsável por iniciativas significativas para modernizar e expandir os serviços de telecomunicações no estado. Arzua teve como objetivos principais resolver problemas como a ampliação da rede urbana de Curitiba, a implantação da rede de micro-ondas, o funcionamento da Central Interurbana e a implementação do sistema de Discagem Direta à Distância (DDD). 
Durante sua presidência, o estado do Paraná foi um dos pioneiros na implantação do sistema de DDD no país. As cidades de Curitiba, Paranaguá e Ponta Grossa se beneficiaram do novo sistema em 1970, mesmo ano que São Paulo, Rio de Janeiro e Porto Alegre, as três primeiras cidades brasileiras que receberam o DDD.
Além disso, Arzua também presidiu o Fundo Nacional de Telefones, órgão responsável pelo financiamento de projetos de infraestrutura de telecomunicações em todo o país. 

#### Instituto de Previdência do Estado do Paraná (1982-83)
Em agosto de 1982, Ivo Arzua Pereira assumiu o cargo de superintendente do Instituto de Previdência do Paraná (IPE), por indicação do governador José Hosken de Novaes. 
Durante sua gestão, promoveu a reorganização administrativa e financeira do instituto, ampliou a frota de ambulâncias e expandiu a atuação da entidade no interior do estado, por meio da criação de coordenadorias regionais, em Apucarana, Campo Mourão, Foz do Iguaçu, Paranaguá e Paranavaí. 

## Vida acadêmica e social
Presidente do Instituto de Engenharia do Paraná (IEP), entre 1961 e 1963, Ivo Arzua Pereira liderou a reforma dos estatutos da entidade, defendeu a remuneração justa dos engenheiros no Estado e impulsionou as obras da sede do Instituto.  Anos depois, foi eleito o "Engenheiro do Ano 2000" pela mesma entidade.  Em 1994, tomou posse na Academia Nacional de Engenharia (ANE), na cadeira 186. Com a criação da Academia Paranaense de Engenharia, em 2019, tornou-se patrono da cadeira 20. Também presidiu o Conselho Regional de Administração do Paraná (CRA-PR) no ano de 1986.
Prestou serviços voluntários como associado ao Rotary Club de Curitiba Oeste, como presidente no período 1973-74 e Governador do Distrito 464 do Rotary International no período 1976-77. Também é patrono da Academia Brasileira Rotária de Letras (ABROL), cadeira 29, e da Academia Brasileira Rotária de Letras – Paraná, cadeira 6.
Foi presidente do Santa Mônica Clube de Campo, entre 1979 e 1983.
Provedor da Irmandade da Santa Casa de Misericórdia de Curitiba, entre 1984 e 1994 , foi responsável por superar uma grave crise financeira que assolava a instituição . Por sua atuação, ficou conhecido como o “Grande Provedor da Reconstrução”, sendo lembrado por liderar importantes transformações no hospital. 
Idealizou e fundou a Academia de Cultura de Curitiba - ACCUR, em 1992, com o objetivo de congregar intelectuais e artistas que possam estimular e expandir a cultura paranaense. . Foi membro do Centro de Letras do Paraná e do Instituto Histórico e Geográfico do Paraná.
Foi também fundador e diretor do Movimento Pró-Paraná, entidade sem fins lucrativos criada em 2001, voltada à integração de interesses da sociedade paranaense junto aos poderes públicos e à promoção do desenvolvimento social, cultural e econômico do estado.

## Obras publicadas
- Moradia ... Esperança e Desafio: 1965
- A Estratégia do Grande Impulso: 1970
- Com Licença , Senhor Candidato: 1983
- Há que Continuar Semeando: 1983
- A Epopeia das Misericórdias: 1993 - 1a Ed; 1994 - 2a Ed; 2000 - 3a Ed
- Um Sopro da Eternidade: 1995  et Arnaldo Arzua Pereira
- O Jubileu Cristianismo Ano 2000 e a Bula Inter Gravíssimas: 1999
- No Século XXI e no III Milênio, Há Que Continuar Semeando...: 2001